# Święty Erhard
Święty Erhard z Ratyzbony (ur. przed rokiem 700 w Narbonie w płd. Francja, zm. po roku 700 w Ratyzbonie w Bawarii) – biskup misyjny w Alzacji (Francja) oraz w Ratyzbonie, apostoł Bawarii, święty Kościoła katolickiego.

## Życiorys
Święty Erhard prawdopodobnie pochodził z Irlandii. Pod koniec VII wieku działał jako biskup misyjny w Alzacji. Z tego okresu pochodzi legenda, według której uzdrowił on podczas udzielania sakramentu chrztu św. Otylię, córkę Adalryka, księcia Alzacji, która była niewidoma od urodzenia.
W Bawarii, gdzie był aktywnie wspierany przez rodzinę książęcą założył 14 bawarskich klasztorów w celu umocnienia religii i kultury chrześcijańskiej. Św. Erhard zmarł około roku 715 w Ratyzbonie (niem. Regensburg).
W dniu 8 października 1052 jego kult został zatwierdzony przez papieża Leona IX. Św. Erhard przedstawiany jest zwykle jako biskup trzymający księgę, na której spoczywa dwoje oczu. Jest czczony jako drugi patron diecezji ratyzbońskiej, obok św. Wolfganga i św. Emmerama. W średniowieczu, zwłaszcza w Alzacji, wiele szpitali nosiło imię Sankt Erhard.
Jego wspomnienie liturgiczne obchodzone jest 8 stycznia. Reguła pogody: „Sankt Erhard z motyką wkłada święta (lub: zimowe dni) do worka”. (tj.: „Sankt Erhard mit der Hack’ steckt die Feiertage (lub: die Wintertage) in den Sack.” – czas odpoczynku dla chłopa się skończył).